# Frankfurt (Main) Hauptbahnhof
Frankfurt (Main) Hauptbahnhof, zkráceně Frankfurt (Main) Hbf, je hlavní nádraží ve Frankfurtu nad Mohanem s průměrným počtem cestujících 350 000 denně. Provozuje jej dcera největší železniční společnosti v Německu Deutsche Bahn – DB InfraGO, která je zodpovědná za více než 5 000 stanic německé železniční sítě. Nádraží je významnou destinací dálkových, vysokorychlostních vlaků Intercity-Express zkráceně ICE. Navazuje na železniční síť ve Frankfurtu S-Bahn příměstské železnice a U-Bahn metra.

## Historie

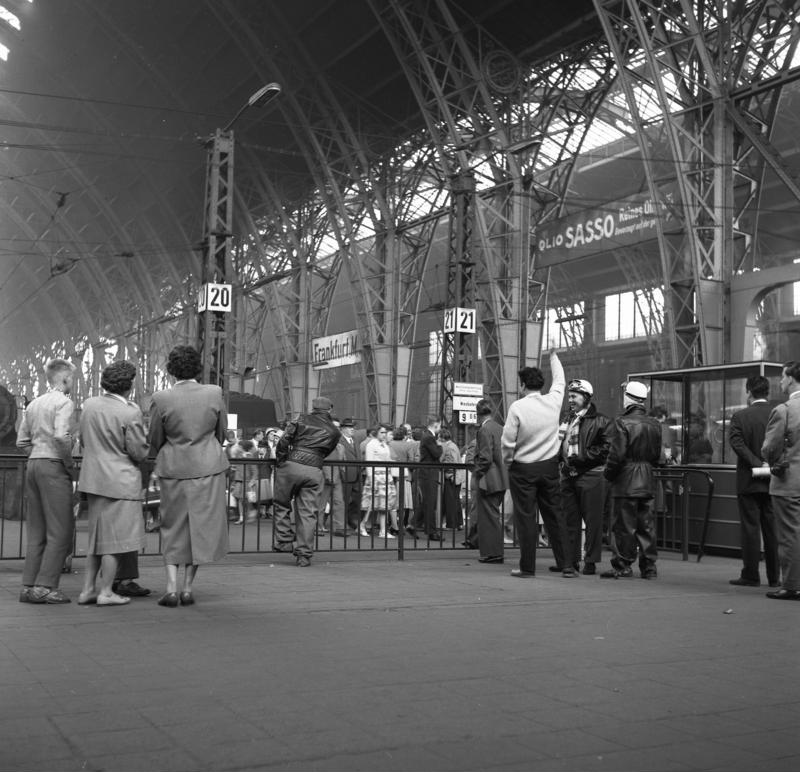
Frankfurtské hlavní nádraží, jedna z příjezdových hal v roce 1960

Frankfurtské hlavní nádraží bylo otevřeno dne 18. srpna 1888, po pěti letech výstavby. Tehdy neslo název Centralbahnhof Frankfurt. Večer úvodního dne přinesl kolizi lokomotivy s jedním ze zarážedel.
Stávající hlavní nádraží je umístěno asi 1 km západně od prvních tří železničních stanic: Taunusbahnhof (1839), Main-Neckar-Bahnhof (1848), Main-Weser-Bahnhof (1850). Postaveno bylo podle vítězného návrhu architekta Hermanna Eggerta a Johanna Wilhelma Schwedlera z architektonicko-dopravní soutěže z roku 1881, kde byl vyhodnocen jako nejlepší mezi 55 projekty jiných architektů. Části železniční stanice pocházející z roku 1888 byly postaveny v novorenesančním stylu. Do dokončení výstavby a následném otevření hlavního nádraží v Lipsku Leipzig Hauptbahnhof v roce 1915 bylo největším nádražím v Evropě.
V roce 1924 byla staniční budova rozšířena o dvě vnější haly, přiléhající ke stranám hlavní haly. Postaveny byly v neoklasicistickém stylu. Tím došlo ke zvýšení počtu nástupišť, dopravních kolejí. Během druhé světové války byla staniční budova částečně poškozena. V roce 1956 pak plně elektrifikovaná.
Výstavba podzemních tunelů určených pro podzemní dráhu, započala v roce 1971. První podzemní stanice byly otevřeny v roce 1978.

## Obecný přehled
Frankfurtské hlavní nádraží je hlavovou stanicí, ze které mohou vlaky odjíždět pouze do stejného směru, ze kterého přijely.

## Železniční doprava

Schéma sítě S-Bahn přiměstské železnice

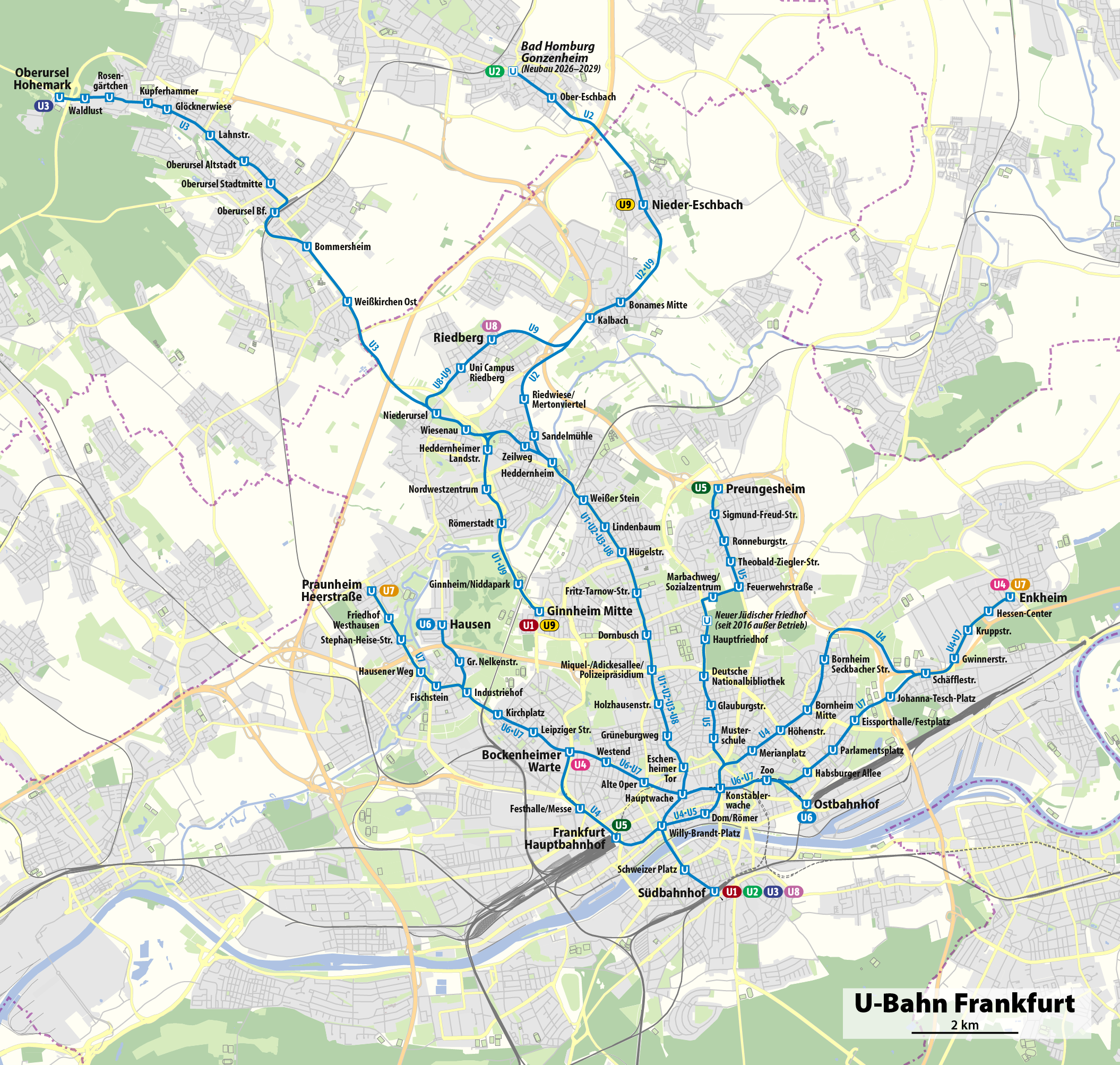
Schéma sítě U-Bahn metra

Dálkové spoje: Frankfurtské hlavní nádraží obsluhuje dálkové vnitrostátní i mezinárodní spoje Intercity-Express - ICE jedoucí např. do Mnichova, Kolína nad Rýnem, Berlína, Drážďan, Bruselu, Amsterodamu, ale také spoje EuroCity - EC, InterCity - IC, včetně nočních spojů CityNightLine - CNL. Také spoje Rakouských spolkových drah - ÖBB známé pod označením Railjet jedoucí do Vídně, Budapešti.
Regionální spoje: Četné jsou především spoje Regional-Express - RE a Regionalbahn - RB jedoucí např. do Limburgu, Kasselu, Würzburgu, Mannheimu, Saarbrückenu, Aschaffenburgu.
Meziměstské spoje: Hlavní nádraží je také centrální křižovatkou dvou dopravních systémů ve městě a to S-Bahn a U-Bahn. S-Bahn obsluhuje linky S1, S2, S3, S4, S5, S6, S7, S8, S9. U-Bahn obsluhuje linky U4 - (Enkheim - Schäfflestraße - Seckbacher Landstraße - Bornheim - Konstablerwache - Willy-Brandt-Platz - Hauptbahnhof - Festhalle/Messe - Bockenheimer Warte), U5 - (Preungesheim - Eckenheim - Hauptfriedhof - Konstablerwache - Willy-Brandt-Platz - Hauptbahnhof).
Tramvaje: Hlavní nádraží obsluhují také tramvaje.

## Galerie

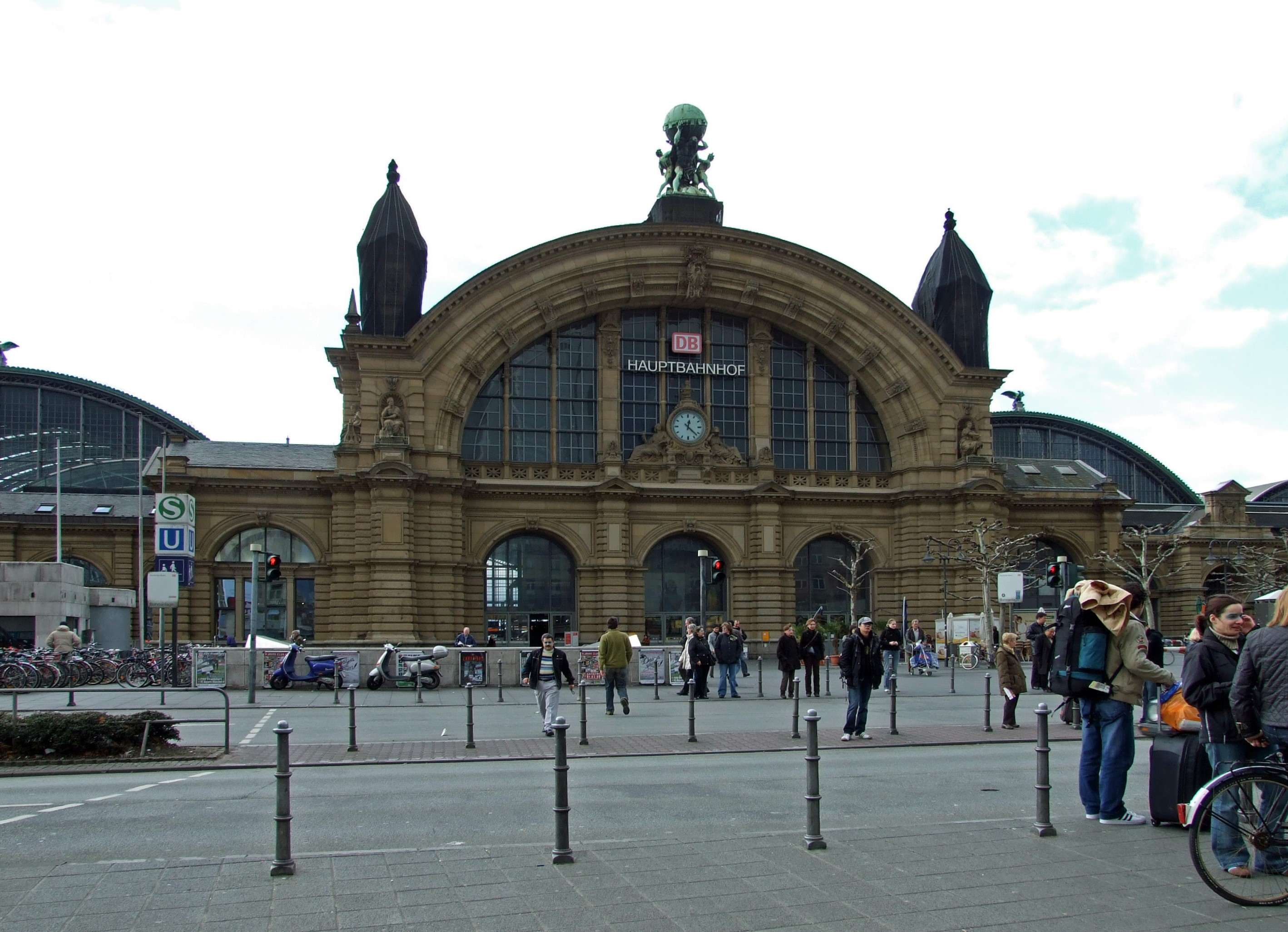
Staniční budova
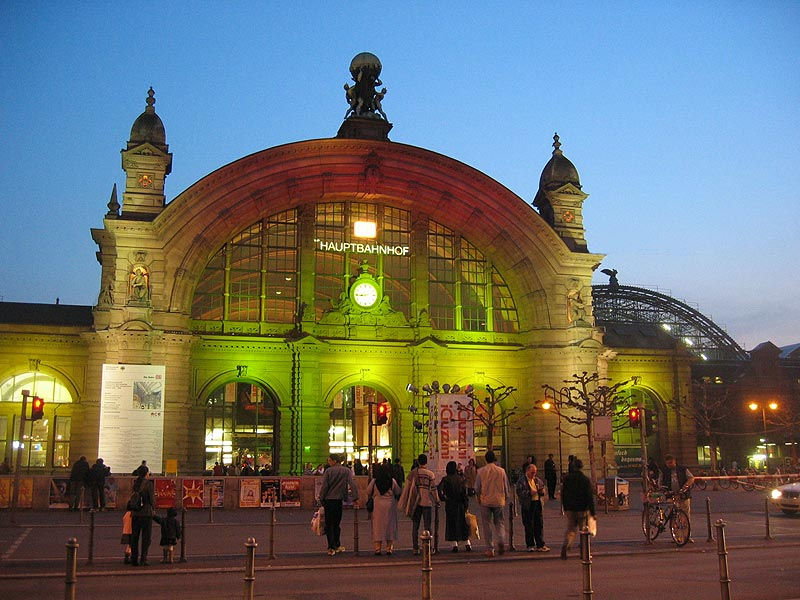
Staniční budova
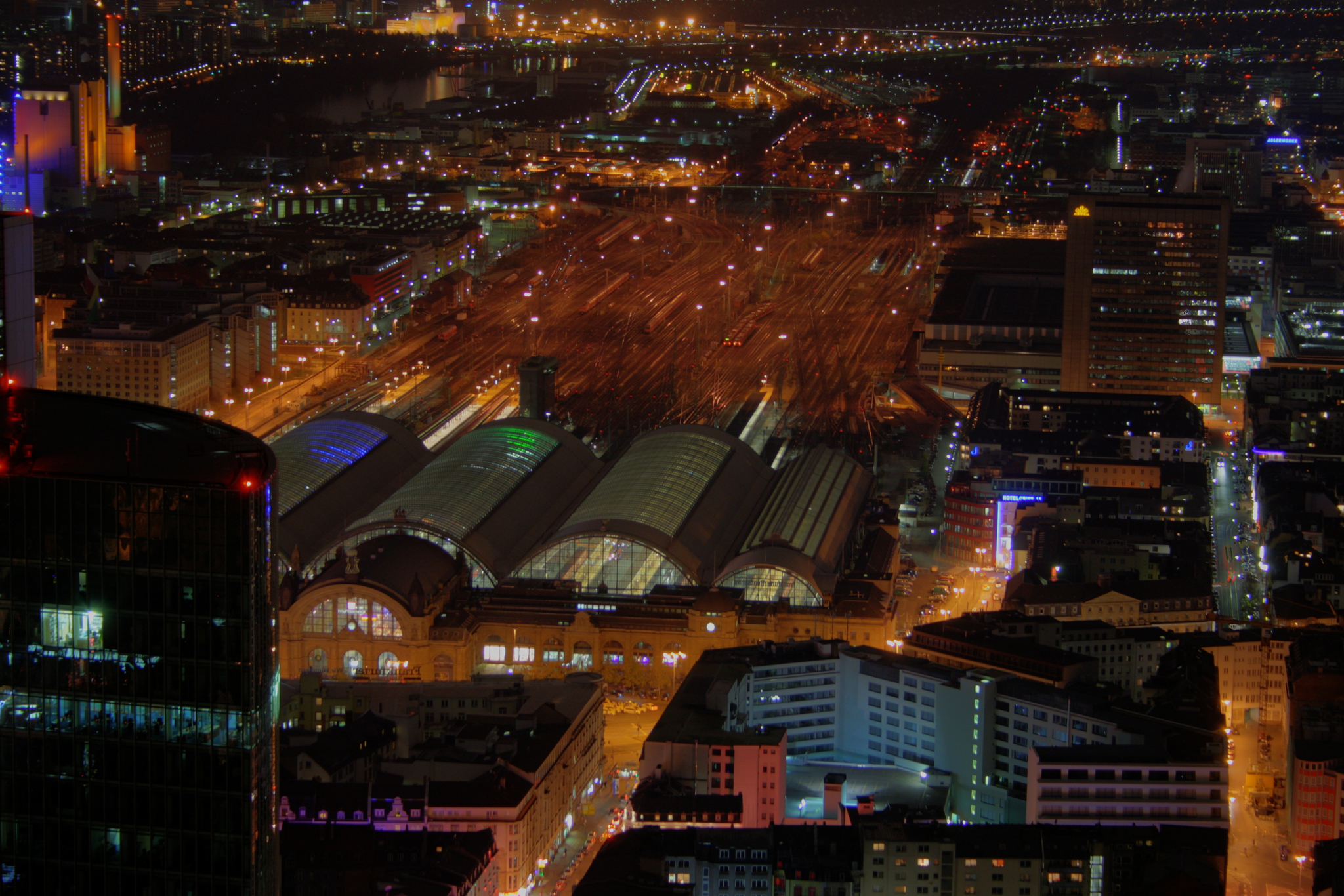
Staniční budova z ptačí perspektivy v noci
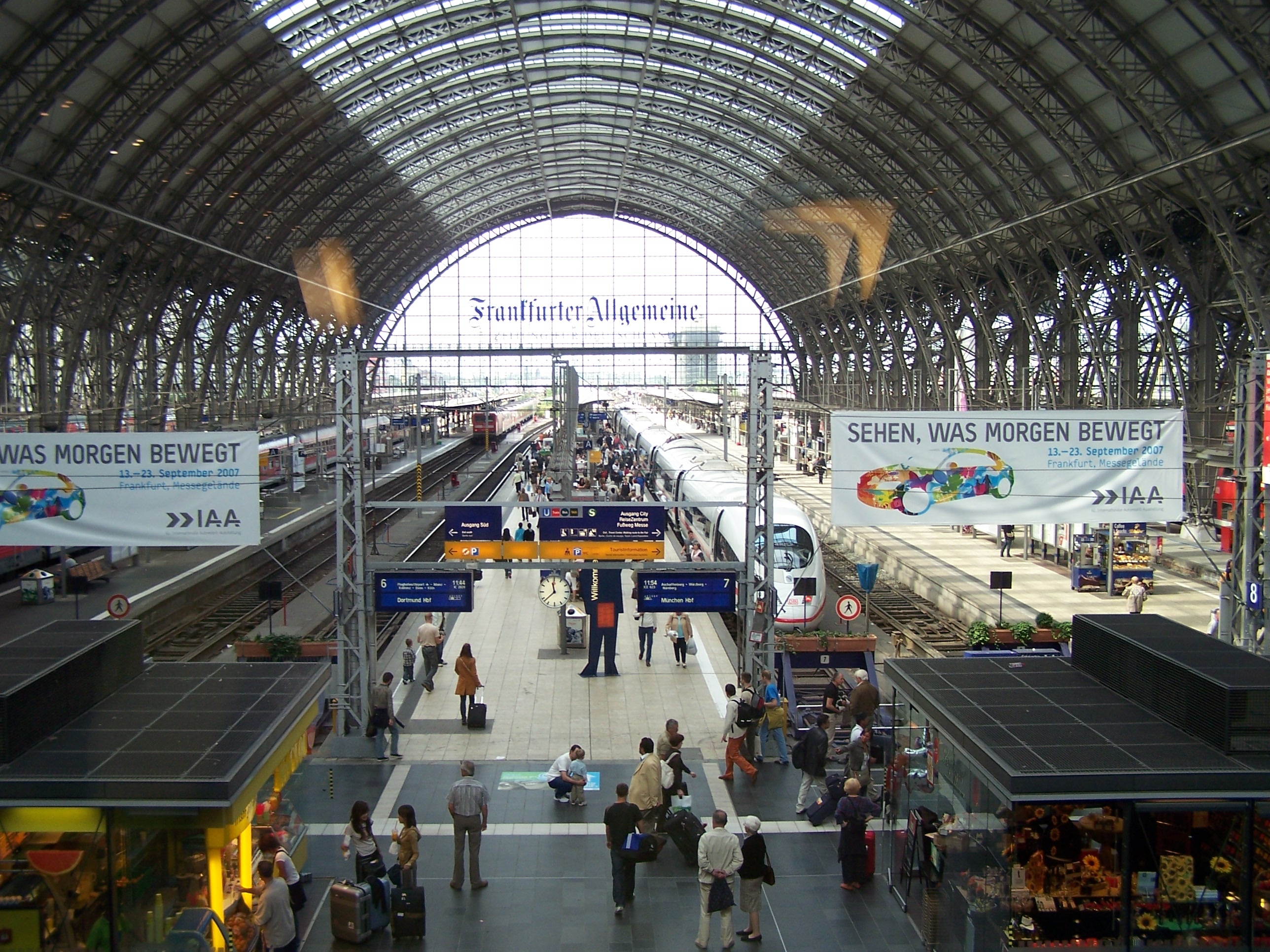
Jedna z příjezdových hal
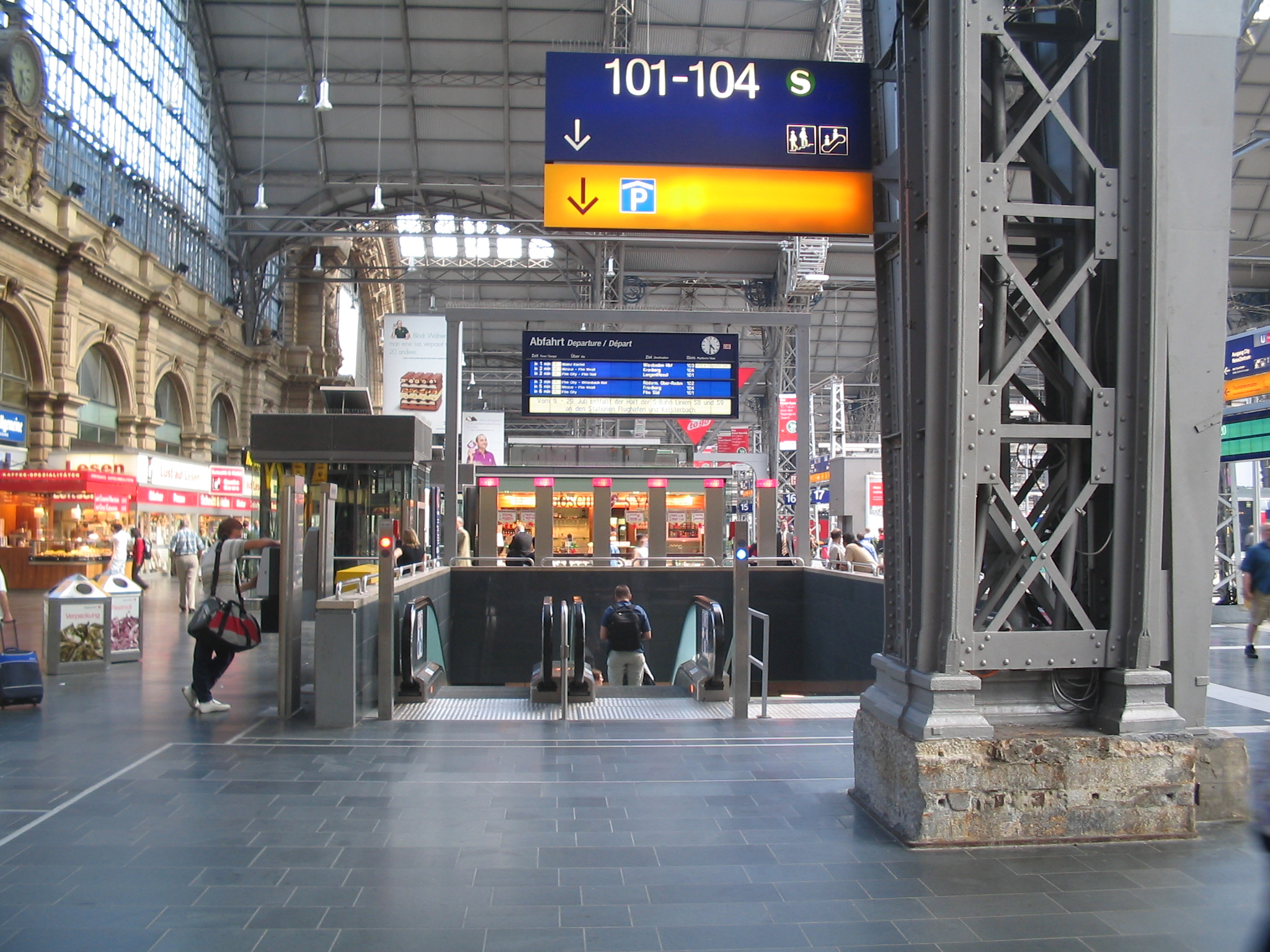
Vstup do podzemní stanice S-Bahn